# Sân vận động Bordeaux mới
Sân vận động Bordeaux mới (tiếng Pháp: Nouveau Stade de Bordeaux), hiện được gọi là Matmut Atlantique vì lý do tài trợ, là một sân vận động bóng đá ở Bordeaux, Pháp. Đây là sân nhà của câu lạc bộ FC Girondins de Bordeaux thuộc Ligue 2. Sân có sức chứa 42.115 khán giả.

## Lịch sử
Công việc xây dựng sân vận động được bắt đầu vào tháng 11 năm 2012 và hoàn thành vào tháng 4 năm 2015. Sân được khánh thành vào ngày 18 tháng 5 năm 2015. Trận đấu đầu tiên được diễn ra tại sân vận động này là trận đấu giữa Bordeaux và Montpellier vào ngày 23 tháng 5 năm 2015, ngày cuối cùng của mùa giải 2014–15. Đội chủ nhà giành chiến thắng với tỷ số 2–1, với cả hai bàn thắng của Bordeaux đều được ghi bởi Diego Rolán.
Sân vận động cũng đã tổ chức các trận bán kết của mùa giải Top 14 2014–15. Sân cũng đã tổ chức năm trận đấu tại Giải vô địch bóng đá châu Âu 2016, bao gồm một trận tứ kết.
Vào ngày 7 tháng 9 năm 2015, sân vận động này đã tổ chức trận đấu giao hữu giữa Pháp và Serbia. Pháp giành chiến thắng 2–1. Vào tháng 9 năm 2016, sân được chọn là nơi tổ chức trận chung kết Cúp Liên đoàn bóng đá Pháp 2018. Đây là một phần trong kế hoạch tổ chức trận chung kết Cúp Liên đoàn tại nhiều địa điểm khác nhau bên ngoài Paris.
Ca sĩ người Canada Céline Dion đã biểu diễn buổi hòa nhạc đầu tiên tại sân vận động vào ngày 29 tháng 6 năm 2017.
Ban nhạc hard rock Guns N' Roses đã biểu diễn tại sân vận động trong khuôn khổ chuyến lưu diễn Not in This Lifetime... Tour của ban nhạc vào ngày 26 tháng 6 năm 2018.
Sân được chọn là một trong sáu sân vận động tổ chức các trận đấu môn bóng đá, nằm trong kế hoạch đấu thầu đăng cai Thế vận hội Mùa hè 2024 của Paris. Paris được công bố là chủ nhà của Thế vận hội Mùa hè 2024 vào tháng 7 năm 2017.
Vào tháng 11 năm 2017, sau khi Pháp giành quyền đăng cai Giải vô địch bóng bầu dục thế giới 2023, sân vận động này đã được chọn là một trong chín sân vận động tổ chức World Cup.

### Các trận đấu Giải vô địch bóng đá châu Âu 2016
| Ngày                | Thời gian (CEST) | Đội #1  | Kết quả         | Đội #2           | Vòng   | Khán giả |
| ------------------- | ---------------- | ------- | --------------- | ---------------- | ------ | -------- |
| 11 tháng 6 năm 2016 | 18:00            | Wales   | 2–1             | Slovakia         | Bảng B | 37.831   |
| 14 tháng 6 năm 2016 | 18:00            | Áo      | 0–2             | Hungary          | Bảng F | 34.424   |
| 18 tháng 6 năm 2016 | 15:00            | Bỉ      | 3–0             | Cộng hòa Ireland | Bảng E | 39.493   |
| 21 tháng 6 năm 2016 | 21:00            | Croatia | 2–1             | Tây Ban Nha      | Bảng D | 37.245   |
| 2 tháng 7 năm 2016  | 21:00            | Đức     | 1–1 (6–5 ph.đ.) | Ý                | Tứ kết | 38.764   |

### Các trận đấu Giải vô địch bóng bầu dục thế giới 2023
| Ngày                | Thời gian (CEST) | Đội #1  | Kết quả | Đội #2  | Vòng   | Khán giả |
| ------------------- | ---------------- | ------- | ------- | ------- | ------ | -------- |
| 9 tháng 9 năm 2023  | TBD              | Ireland | –       | România | Bảng B |          |
| 10 tháng 9 năm 2023 | TBD              | Wales   | –       | Fiji    | Bảng C |          |
| 16 tháng 9 năm 2023 | TBD              | Samoa   | –       | Chile   | Bảng D |          |
| 17 tháng 9 năm 2023 | TBD              | Nam Phi | –       | România | Bảng B |          |
| 30 tháng 9 năm 2023 | TBD              | Fiji    | –       | Gruzia  | Bảng C |          |

## Hình ảnh

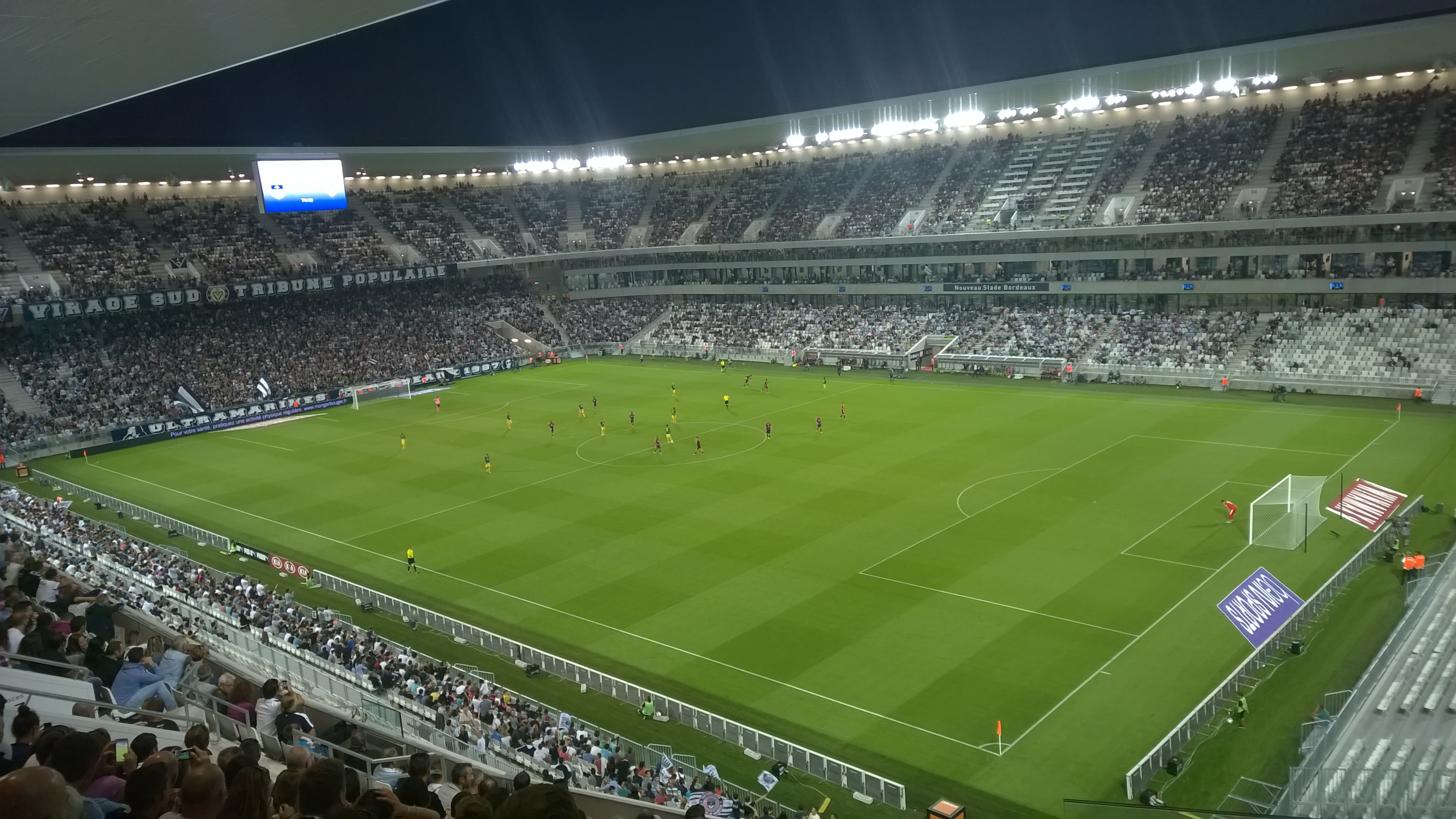
Bên trong sân vận động